# Тот, Кальман (футболист)
Кальман Тот (венг. Kálmán Tóth; род. 13 августа 1944, Сомбатхей) — венгерский футболист, нападающий.

## Карьера

### Клубная карьера
Во взрослом футболе дебютировал в 1964 году в составе клуба «Гонвед», за который играл до 1969 года. Всего в клубе провёл пять сезонов, приняв участие в 107 матчах.
В 1970 году Тот перешёл в клуб «Татабанья». В сезоне 1970—1971 годов Тот добился своего лучшего результата, забив 14 голов в чемпионате.
Тот принял участие в четырёх матчах Кубка обладателей кубков, забив при этом пять голов.
Завершил карьеру футболиста в 1979 году в составе клуба «Будафок».

### Карьера в сборной
В 1972 году дебютировал в официальных матчах в составе национальной сборной Венгрии.
Он был в составе олимпийской сборной Венгрии на Олимпийских играх в Мюнхене в 1972 году, где сборная Венгрии завоевала серебряную медаль. Всего на турнире принял участие в 5 матчах.